# Sremska Mitrovica
Sremska Mitrovica (en serbio: Сремска Митровица, lit. "Mitrovica de Sirmia" o "San Demetrio de Sirmia") es una ciudad y municipio de Serbia en la provincia autónoma de Voivodina, capital del Distrito de Sirmia (serbio: Srem).

## Historia
Conocida como Sirmio en la antigüedad, fue una importante población del Imperio romano siendo cuna de seis de sus emperadores: Decio, Aureliano, Marco Aurelio Probo, Constancio II, Graciano el joven y Maximiano. Sremska Mitrovica es el centro administrativo de Sirmia (Srem).
Los romanos fundaron Sirmio bajo la dinastía de los emperadores Flavios. Originalmente una colonia de la Panonia inferior, serviría como escudo y puesto de vanguardia contra los dacios. Su interés estratégico la convirtió en un importante centro del Imperio romano, sirviendo como una base para las legiones estacionadas en Iliria. Sirmio tuvo una ceca imperial durante los siglos III y IV. Aquí fue donde el imperio fue dividido en dos por Valente y Valentiniano I. Tras la caída del imperio, la ciudad se convirtió durante el medievo en una posesión muy disputada por los francos, los búlgaros, los bizantinos y los húngaros.
En el siglo XII la ciudad era conocida como San Demetrio (en serbio Sveti Dimitrije) por el antiguo monasterio del mismo nombre. Pasa con el tiempo a llamarse Dimitrovica, evolucionando a Mitrovica y finalmente a Sremska Mitrovica, que significa la «Mitrovica (pronunciado Mitrovitza) de Sirmia», para distinguirla de sus homónimos de Kosovo y de Mačva.
Hacia 1451, la ciudad fue momentáneamente posesión del aristócrata serbio Đurađ Branković. En 1521 el Imperio otomano se apoderó del lugar en una dominación que duró dos siglos, hasta que en 1718 los Habsburgo la tomaron y la convirtieron en puesto fronterizo de su imperio.
Tras la Primera Guerra Mundial Sremska Mitrovica pasa a poder de Serbia. Mas durante la Segunda Guerra Mundial, Croacia se anexó la ciudad tras la invasión de Yugoslavia por parte del Eje, cambiando el nombre a Hrvatska Mitrovica, nombre que revirtió al anterior cuando el lugar fue retornado a Serbia tras la finalización del conflicto.
En 2002, la ciudad contaba con 39 084 habitantes de un total de 85 605 en todo el municipio, en su mayoría serbios con substanciales minorías de croatas y otras etnias de la antigua Yugoslavia. La ciudad es sede de varias instituciones y festivales culturales, un club de fútbol (FK Srem), así como de un centro penitenciario.

## Geografía

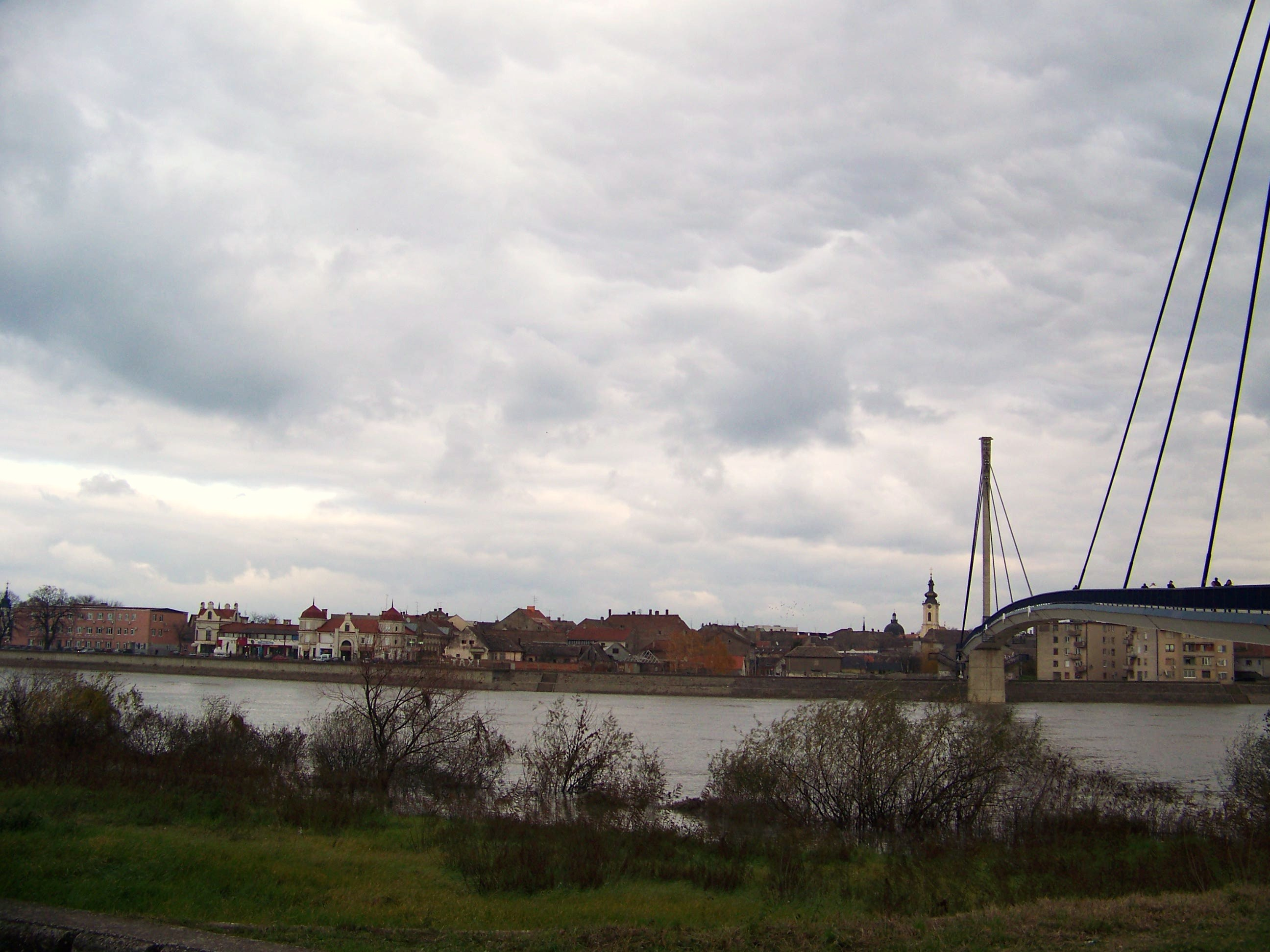
Sremska Mitrovica junto al río Sava, vista desde la orilla opuesta (Mačvanska Mitrovica). A la derecha, el puente peatonal de San Ireneo.

Sremska Mitrovica está situada sobre el río Sava, en la región de Sirmia. Queda próxima a las fronteras serbias con Croacia y Bosnia-Herzegovina, siendo sus coordenadas 44.98° norte, 19.61° este. Justo en la orilla opuesta del río Sava queda la población de Mačvanska Mitrovica, que forma parte del mismo municipio. Otras poblaciones en el municipio aparte de la cabecera son Martinci, Bosut, Veliki Radinci, Grgurevci, Ravnje y Zasavica.

## Cultura
El museo de Srem ofrece continuas exposiciones temporales y permanentes. El Centro para la excavación y documentación de Sirmio incluye además de exposiciones históricas las excavaciones en el subsuelo de los restos urbanos de la época romana. También se encuentran en la ciudad el Centro cultural Sirmiumart y el teatro Dobrica Milutinovic. Varios festivales se celebran en la localidad dedicados a actividades diferentes (folclore, oratoria, música, entre otras actividades).